# 워싱턴 캡스
워싱턴 캡스(영어: Washington Caps)는 워싱턴 D.C.를 연고지로 하는 1969년부터 1970년까지 ABA 서부 디비전 소속 프로 농구 팀이다. 홈 구장은 워싱턴 콜리시엄이다.
1970년 연고지를 버지니아주 노퍽 (버지니아 스콰이어스(영어: Virginia Squires))로 이전했다.
1974년부터 현재까지 같은 연고지(워싱턴 D.C.)에 워싱턴 위저즈(영어: Washington Wizards)가 있다.

## 역대 홈경기장
| 경기장          | 사용기간      | 수용인원 | 장소        | 비고 |
| --------------- | ------------- | -------- | ----------- | ---- |
| 워싱턴 캡스     |               |          |             |      |
| 워싱턴 콜리시엄 | 1969년~1970년 | 7,000명  | 워싱턴 D.C. | 빈칸 |

## 역대 감독
| 감독        | 임기          |
| ----------- | ------------- |
| 워싱턴 캡스 |               |
| 알 비안치   | 1969년~1970년 |

## 같이 보기
- 워싱턴 위저즈
- 워싱턴 캐피털스
- 캐피털 시티 Go-Go
- 워싱턴 미스틱스